# Communauté de communes du Doullennais
La communauté de communes du Doullennais (CCD) est une ancienne communauté de communes française, située dans le département de la Somme et la région administrative Hauts-de-France.

## Historique
La communauté de communes a été créée par un arrêté préfectoral du 24 décembre 1992.
Dans le cadre des dispositions de la loi portant nouvelle organisation territoriale de la République du 7 août 2015, qui prévoit que les établissements publics de coopération intercommunale (EPCI) à fiscalité propre doivent avoir un minimum de 15 000 habitants, la préfète de la Somme propose en octobre 2015 un projet de nouveau schéma départemental de coopération intercommunale (SDCI) qui prévoit la réduction de 28 à 16 du nombre des intercommunalités à fiscalité propre du Département. 
Ce projet prévoit la « fusion des communautés de communes du  Bernavillois, du Doullennais et de Bocage Hallue », le nouvel ensemble de 34 661 habitants regroupant 70 communes. À la suite de l'avis favorable du Doullennais (dont le président Christian Vlaeminck se verrait bien devenir président du nouvel ensemble), du Bernavillois, de l'avis défavorable de Bocage-Hallue (dont une partie des communes souhaitait rejoindre la communauté d'agglomération Amiens Métropole), puis de l'avis favorable de la commission départementale de coopération intercommunale en mars 2016, la préfecture sollicite l'avis formel des conseils municipaux et communautaires concernés en vue de la mise en œuvre de la fusion le 1er janvier 2017.
L'arrêté préfectoral créant la communauté de communes du Territoire Nord Picardie est pris le 5 octobre 2016 pour prendre effet le 1er janvier 2017.

## Terrotoire communautaire

### Composition
Cette communauté de communes est composée des communes suivantes :
| Nom              | Code Insee | Gentilé          | Superficie (km2) | Population (dernière pop. légale) | Densité (hab./km2) |
| ---------------- | ---------- | ---------------- | ---------------- | --------------------------------- | ------------------ |
| Doullens (siège) | 80253      | Doullennais      | 33,40            | 6 351 (2014)                      | 190                |
| Authieule        | 80044      | Authieulois      | 4,58             | 399 (2014)                        | 87                 |
| Barly            | 80055      | Barlysiens       | 11,64            | 171 (2014)                        | 15                 |
| Beauquesne       | 80070      | Beauquesnois     | 20,04            | 1 372 (2014)                      | 68                 |
| Beauval          | 80071      | Beauvalois       | 22,56            | 2 108 (2014)                      | 93                 |
| Bouquemaison     | 80122      | Bouquemaisonnais | 7,15             | 534 (2014)                        | 75                 |
| Brévillers       | 80140      |                  | 1,83             | 105 (2014)                        | 57                 |
| Gézaincourt      | 80377      | Gézaincourtois   | 6,97             | 410 (2014)                        | 59                 |
| Grouches-Luchuel | 80392      | Grouchois        | 9,02             | 608 (2014)                        | 67                 |
| Hem-Hardinval    | 80427      | Hemmois          | 10,25            | 342 (2014)                        | 33                 |
| Humbercourt      | 80445      | Humbercourtois   | 8,25             | 259 (2014)                        | 31                 |
| Longuevillette   | 80491      | Longuevilletois  | 2,06             | 73 (2014)                         | 35                 |
| Lucheux          | 80495      | Luchéens         | 27,65            | 557 (2014)                        | 20                 |
| Neuvillette      | 80596      |                  | 3,13             | 219 (2014)                        | 70                 |
| Occoches         | 80602      |                  | 7,09             | 122 (2014)                        | 17                 |
| Outrebois        | 80614      | Outreboisiens    | 9,57             | 305 (2014)                        | 32                 |
| Remaisnil        | 80666      | Remaisnilois     | 2,92             | 31 (2014)                         | 11                 |
| Terramesnil      | 80749      | Terrameslinois   | 2,66             | 298 (2014)                        | 112                |

## Organisation

### Siège
L'intercommunalité a son siège à l'Agora de Doullens, 2 rue des Sœurs Grises.

### Élus
La communauté de communes est administrée par son Conseil communautaire, composé de conseillers municipaux représentant chacune des communes membres. Lors des élections municipales de 2014, ils étaient 47, nombre abaissé à 45 afin de respecter les nouvelles dispositions légales à la suite des élections municipales de Barly de 2015, conséquence de la démission du maire.
Depuis ce scrutin de 2015, la représentation des communes est la suivante : 

- 17 délégués pour Doullens ;

- 6 délégués pour Beauval ;

- 4 délégués pour Beauquesne ;

- 2 délégués pour Bouquemaison, Grouches-Luchuel et Lucheux ;

- 1 délégué pour les autres villages, tous de moins de 400 habitants.
Le conseil communautaire du 15 avril 2015 a réélu son président, Christian Vlaeminck, maire de Doullens, et désigné ses 5 vice-présidents, qui sont : 
1. Francis Petit, maire de Grouches-Luchuel, délégué au développement touristique et culturel ;
2. François Durieux, maire de Beauquesne, chargé de l'aménagement du territoire ;
3. Christelle Hiver, maire-adjoint de Doullens, conseillère départementale de Doullens, chargé des affaires budgétaires - Règlementation ;
4. Catherine Penet-Caron, maire de Humbercourt, chargée de la vie sociale ;
5. René Cazier, chargé de l'économie et de l'emploi[10].

Le bureau communautaire pour la mandature 2014-2020 est constitué du président, des vice-présidents et de Cyrille Blondel, Daniel Caron, Guillaume Caron, Alain Chevalier, François Crépin, Michel Duhautoy, Michel Herbin, Emmanuel Maréchal, William Ngassam, Jacques Rabouille, Bernard Thuillier (élu de Beauval), Bernard Thuillier (élu de Doullens).

### Liste des présidents
| Période                                  | Période          | Identité             | Étiquette    | Qualité |
| ---------------------------------------- | ---------------- | -------------------- | ------------ | --- |
| Les données manquantes sont à compléter. |                  |                      |              | |
| ?                                        | 31 décembre 2016 | Christian Vlaeminck, | DVD puis UDI | Directeur d'établissement social et médico-social Maire de Gézaincourt (1977 → 2001) Maire de Doullens (2001 → ) Conseiller général de Doullens (1992 → 2015) Vice-président de la CC du Territoire Nord Picardie (2017 → ) |

### Compétences
L'intercommunalité exerce les compétences qui lui ont été transférées par les communes membres, dans les conditions fixées par le code général des collectivités territoriales. Il s'agit de : 
- Action Sociale (chantiers d'insertion et portage de repas à domicile) ;
- Aménagement de l'espace (sentiers de randonnée reconnus d'intérêt communautaire,  actions de développement au niveau du bassin de vie ) ;
- Culture (école de musique intercommunale, gestion du cinéma intercommunal, réseau des bibliothèques, convention Comédie de Picardie, convention Culture à la ferme) ;
- Développement économique :  atelier relais Doullens et multiple rural de Beauquesne, zones d’activités, aides aux entreprises) ;
- Enfance jeunesse (relais d'assistantes maternelles, tickets sports/activités à la carte pendant les petites vacances scolaires, accueil de loisirs sans hébergement/CAJ pendant les vacances d’été) ;
- Environnement (voirie communautaire, délégation Somme Numérique, collecte et traitement des ordures ménagères, service public d’assainissement non collectif) ;
- Transport scolaire ;
- Tourisme (office du tourisme[16]).

### Régime fiscal et budget
La Communauté de communes est un établissement public de coopération intercommunale à fiscalité propre.
Afin d'assurer ses compétences, la communauté de communes perçoit une fiscalité additionnelle aux impôts locaux des communes, sans fiscalité professionnelle de zone et sans fiscalité professionnelle sur les éoliennes.